# Xikou, Shanghang
Xikou är en köping i sydöstra Kina. Den ligger i Shanghang härad i staden Longyan i provinsen Fujian, omkring 290 kilometer sydväst om provinshuvudstaden Fuzhou. Antalet invånare är 7 262. Befolkningen består av 3 673 kvinnor och 3 589 män. Barn under 15 år utgör 15,0 %, vuxna 15-64 år 69 %, och äldre över 65 år 14,0 %.